# Am Querkanal (Klappbrücke)
Die Klappbrücke Am Querkanal, auch Querkanalbrücke, ist eine Brücke in Stralsund in der Straße Am Querkanal über den Querkanal, der die Hafeninsel in einen nördlichen und einen südlichen Bereich teilt. Sie ist eine von fünf Brücken, über welche die Hafeninsel erreicht werden kann, und ein technisches Denkmal.

## Geschichte und Beschreibung
Die einseitige Klappbrücke aus Stahl wurde im Jahr 1930 gebaut und 1932 in Betrieb genommen. In den Jahren 1993 bis 1994 wurde sie umfassend saniert.
Die Brücke kann von Eisenbahnfahrzeugen, Pkw sowie Fußgängern und Radfahrern genutzt werden. Sie wird landseitig durch mechanische Schrankenbäume und Brückendeckungssignale gedeckt, die Folgeabhängigkeit mit Rückverschluss wird durch Handverschlüsse hergestellt. Es gibt pro Werktag vier feste Öffnungszeiten, weitere am Wochenende. Bei besonderen Gelegenheiten kann über das Bauamt eine Extra-Öffnung angemeldet werden.
Die Brücke liegt im Randgebiet des von der UNESCO als Weltkulturerbe anerkannten Stadtgebietes des Kulturgutes Historische Altstädte Stralsund und Wismar. In die Liste der Baudenkmale in Stralsund ist sie mit der Nummer 30 eingetragen.